# Carenzia carinata
Carenzia carinata är en snäckart som först beskrevs av John Gwyn Jeffreys 1877.  Carenzia carinata ingår i släktet Carenzia och familjen Seguenziidae. Inga underarter finns listade i Catalogue of Life.